# Miklós Világhy
Miklós Világhy (* 22. Oktober 1916 in Szolnok; † 24. Februar 1980 in Budapest) war ein ungarischer Jurist und Mitglied der Ungarischen Akademie der Wissenschaften (MTA).
- 1937 (bis 1949) Hauptministerialrat (Abteilungsleiter im Ministerium für Industrie: zuständig (u. a.) für Gesetzesentwürfe);
- 1939 promoviert an der Univ. Budapest;
- 1942 Richter- und Anwaltsexamen;
- ab 1942 Richter; 1945 im Justizministerium und
- ab 1945 im Ministerium für Industrie;
- 1949–53 Tätigkeit als Abteilungsleiter im Sekretariat des Volkswirtschaftsrates;
- seit 1949 Dozent für Arbeits- und Bürgerl. Recht;
- seit 1953 ordentl. Professor;
- 1953–56 Dekan der jurist. Fakultät;
- 1956–57 Wissenschaftlicher Rektor der Universität;
- 1956–1978 Inhaber des Lehrstuhls für Zivilrecht;
- 1962–65 stellvertr. wissenschaftl. Rektor der Universität;
- 1953–1956 Dekan der jurist. Fakultät; 1956–57 Rektor der Univ. Budapest;
- ab Januar 1972 Mitglied der Ungarischen Akademie der Wissenschaften (MTA).

Miklós Világhy beschäftigte sich intensiv mit den Zusammenhängen von Wirtschaft und Recht. Seine Arbeit beeinflusste nachhaltig verschiedene Bereiche des Zivilrechts (Eigentums- und Besitz-Recht, Urheber- und Patentrecht). Er beteiligte sich maßgebend an der Ausgestaltung des ungarischen Bürgerlichen Gesetzbuches.

## Angaben zur Person
- Emília Weiss: V. M. (Egyetemi Lapok (Universitätsschriften), 1980. 3. sz.).
- Asztalos László: V. M. (Magy. Tud. (Ungarische Wissenschaft), 1980. 10. sz.).
- Iparjogvédelmi és Szerzoi Jogi Szemle: 104. ÉVFOLYAM 3. SZÁM 1999. JÚLIUS: 100 Jahre Österreichisches Patentamt 1899–1999.
- Endre Lontai: Szellemi alkotások joga. Budapest 2001.
- Györgyné Boytha: Versenyjogi ismeretek, Kalózkodás és hamisítás. 1998.
- Gabi Fekete: A magánjog fejlödése Magyarországon. Budapest 2001.
- Ferenc Petrik: Aki felfedezte a magyar jogban a médiát. Budapest 2001.

| Personendaten    | Personendaten              |
| ---------------- | -------------------------- |
| NAME             | Világhy, Miklós            |
| KURZBESCHREIBUNG | ungarischer Jurist         |
| GEBURTSDATUM     | 22. Oktober 1916           |
| GEBURTSORT       | Szolnok, Österreich-Ungarn |
| STERBEDATUM      | 24. Februar 1980           |
| STERBEORT        | Budapest, Ungarn           |